# Det kategoriske imperativ
Det kategoriske imperativ (på tysk: "der kategorische Imperativ") er et grundlæggende etisk princip, der blev formuleret af den preussiske filosof Immanuel Kant i 1785 i bogen Grundlegung zur Metaphysik der Sitten (Grundlæggelse af sædernes metafysik). Bogen er et af etikkens hovedværker.
Et imperativ er et påbud. ”Det kategoriske imperativ” kan således oversættes til ”det ubetingede påbud”. Et kategorisk imperativ står i modsætning til et hypotetisk imperativ (et betinget påbud). Et sådant imperativ påbyder én at gøre noget under forudsætning af, at man har et givet ønske eller behov. Et hypotetisk imperativ kan for eksempel lyde: "Hvis du vil leve længe, så spis seks stykker frugt om dagen." Eller: "Hvis du vil bage en kage, så følg opskriften." Forudsætningen for, at man bør følge påbuddet, er, at man ønsker at leve længe eller at bage en kage. Et kategorisk imperativ er derimod ubetinget: Man bør altid følge det, uanset hvilke ønsker eller behov man har.
Det kategoriske imperativ lyder således:
Handl kun efter den maksime (grundsætning), ved hvilken du samtidig kan ville, at den bliver almen lov.
(På tysk: „Handle nur nach derjenigen Maxime, durch die du zugleich wollen kannst, daß sie allgemeines Gesetz werde.“)
Det kategoriske imperativ angiver ikke en bestemt handling eller norm. Det opstiller derimod et kriterium for, om den handling, man udfører, er moralsk. Kriteriet er, om handlingen sker ifølge en maksime, som man kan ville bliver almengyldig. Det vil sige: Kan man ønske, at maksimen gælder for alle, til alle tider, og uden undtagelse?
Et eksempel: Man befinder sig en diskussion og bliver ophidset, og man får lyst til at slå diskussionspartneren. Ifølge det kategoriske imperativ skal man så spørge sig selv: Ønsker jeg, at maksimen for min handling – ”Man må godt slå en diskussionspartner, hvis man bliver ophidset” – bliver en lov, der gælder for alle mennesker? Hvis man bliver enig med sig selv om, at man ikke ønsker det, så skal man ikke udføre handlingen. Tværtimod finder man ud af, at man ønsker, at maksimen ”Man må ikke slå en diskussionspartner, hvis man bliver ophidset” bliver en almen lov.
Det kategoriske imperativ er et af oplysningstidens mest markante udtryk. Her lykkes det at skabe en etik, der frigør dagligdagens moralregler fra al religiøsitet.

## Baggrunden i Kants etik
Ifølge Kant skal det være fornuften, der styrer etikken og de etiske overvejelser. Det skal ikke være tilbøjeligheder (ty. ”Neigungen”), for eksempel lyst eller ubehag, for de har en tendens til at tjene egoistiske interesser. Tilbøjeligheder er tilfældige og ofte modstridende.
En tilbøjelighed kan for eksempel være persondyrkelse. En sådan tilbøjelighed er tilfældig. Den afhænger af den enkeltes smag. Forskellige mennesker kan have forskellig smag og vil derfor dyrke forskellige personer. En handling, der er udført på baggrund af en tilbøjelighed, har ingen positiv moralsk værdi, siger Kant. Det er bevæggrunden, motivet, der giver handlingen dens moralske værdi. En tilbøjelighed er ikke et moralsk rigtigt motiv for en handling.
Sand moral er altid almen, siger Kant. Den skal ikke være afhængig af tilfældige, individuelle tilbøjeligheder. Moralske principper skal tjene alle, og derfor skal man ikke lytte til sine tilbøjeligheder eller følelser.
Det kategoriske imperativ kan udledes af fornuften, siger Kant. Hvis man bruger sin fornuft, så må man komme frem til, at etikkens grundlov må være den, at man kun skal handle efter den maksime, ved hvilken man samtidig kan ville, at den bliver en almengyldig lov.
Kant illustrerer det med et eksempel på en maksime: ”Hvis man låner penge af nogen, og man lover at betale pengene tilbage, så skal man betale dem tilbage.” Spørgsmålet er nu: Kan man ville, at denne maksime bliver en almengyldig lov? Ja, svarer Kant. Hvis man bruger sin fornuft og tænker grundigt og konsekvent over spørgsmålet, så må man komme til den konklusion, at man ønsker, at denne grundsætning bliver en almengyldig lov.
Sagen bliver tydeligere, hvis man tænker sig en modsat maksime: ”Hvis man låner penge af nogen, og man lover at betale pengene tilbage, så behøver man ikke at betale dem tilbage.” Kan man nu med sin fornuft ville, at denne grundsætning bliver en almengyldig lov? Nej, svarer Kant. For hvis den grundsætning bliver en lov, som gælder for alle mennesker, så vil det medføre, at en långiver ikke kan tro på et løfte om tilbagebetaling, når vedkommende giver et lån. Det vil betyde, at lånemarkedet vil bryde sammen. Der vil nemlig ikke længere blive givet lån, fordi långiverne vil være bange for at miste deres penge. Det vil igen betyde, at hæderlige mennesker, der virkelig har brug for et pengelån, ikke kan få det.
Men det kan man ikke ville. Derfor skal man ikke handle efter den maksime, siger det kategoriske imperativ.
Det er ikke de faktiske konsekvenser eller følger af en handling der afgør, om handlingen er god, siger Kant. Det afgørende er motivet. Med ”motivet” mener han den holdning, man har til det kategoriske imperativ. Har man agtelse (respekt) for det kategoriske imperativ? Har man en god vilje til at handle ud af agtelse for det kategoriske imperativ? Hvis man har det, så er handlingen god. Det afgørende er det, der sker før handlingen (motivet, viljen) - ikke det, der sker efter handlingen (konsekvenserne).
Derved bliver Kants etik til en pligtetik. Man skal handle af pligt, ikke af tilbøjelighed. En handling af pligt er en handling, der er udført af agtelse for det kategoriske imperativ.

## Forholdet til den gyldne regel
Den gyldne regel findes i alle verdensreligioner. Den lyder: "Behandl andre, som du selv ønsker at blive behandlet." Umiddelbart kan den lyde som det kategoriske imperativ, blot med en anden formulering. Men de to er ikke identiske.
Den gyldne regel fokuserer på individet – eller rettere: den fokuserer på forholdet mellem individet og de andre: Du skal behandle andre, som du ønsker at blive behandlet af andre. Derved er den i fare for at blive påvirket af tilfældige, individuelle tilbøjeligheder, siger Kant. Det er nemlig individuelt, hvordan man ønsker at blive behandlet. En sulten, fattig person ønsker vand og brød til middag, mens en rig person ønsker champagne og kaviar.
Det kategoriske imperativ fokuserer derimod på almenheden. Det fokuserer på, hvordan alle handler mod hinanden indbyrdes: Du skal handle således som du ønsker, at alle skal behandle hinanden indbyrdes. Mens man altså ved den gyldne regel slutter fra, hvordan man ønsker selv at blive behandlet, slutter man ved det kategoriske imperativ fra, hvordan man ønsker, at alle behandler hinanden indbyrdes. På denne måde er det kategoriske imperativ en udvidelse af den gyldne regel. Motivet hentes ikke længere fra hensynet til individet, men fra hensynet til almenheden.
Både det kategoriske imperativ og den gyldne regel er et forsøg på at give et almengyldigt svar på, hvordan individet skal handle. I begge tilfælde er der tale om, at princippet bruger ens ønske som en rettesnor for, hvordan man skal handle. I tilfældet med den gyldne regel er der tale om et forholdsvis egoistisk og følelsesbestemt ønske. I tilfældet med det kategoriske imperativ er tale om et mere fornuftsbestemt ønske.

## Kritik
Den tyske filosof Georg Wilhelm Friedrich Hegel (1770 -1831) peger på, at det kategoriske imperativ indeholder en subjektiv vilkårlighed, selv om hensigten med det netop er at undgå en sådan vilkårlighed. Det subjektive element i det kategoriske imperativ ligger i vendingen ”ved hvilken du samtidig kan ville”. Det er subjektivt – individuelt - hvad man vil.
Hegel nævner spørgsmålet om privatejendom som et eksempel: Skal der være privatejendom eller ikke? Nogle mener, at der skal være privatejendom, og derfor kan de ville, at maksimen ”Man bør respektere andres private ejendom” bliver almen lov. Andre mener ikke, at der skal være privatejendom, og derfor kan de ville, at maksimen ”Man bør ikke respektere andres private ejendom” bliver almen lov. Det kategoriske imperativ giver ikke svar på, hvilken af de to maksimer der er den rigtige. De to parter har nemlig forskellige ønsker om, hvilken maksime der bliver en almen lov.
Det kategoriske imperativ er også blevet kritiseret for at være stiv og rigoristisk. Denne kritik har blandt andet lydt fra den amerikanske filosof Marcus G. Singer (1926-2016). Kritikken lyder på, at det kategoriske imperativ ikke tager hensyn til, at en særlig situation kan kræve, at en almen lov brydes. For eksempel kan man tænke sig den situation, at en morder, der er på jagt efter sit offer, spørger en person, hvor offeret er. Den almene lov siger: ”Man må ikke lyve.” Kant mener, at en sådan lov er ubetinget, uden undtagelser. Men kræver ikke netop denne situation, at personen lyver – i den hensigt at redde et menneskeliv? Hvad der er den rette handlemåde, afgøres ikke alene af maksimer, der er afledt af det kategoriske imperativ, siger Singer. Det afgøres også af den specielle situation, man handler i.